# Carballo (Galicien)
Carballo ist eine Gemeinde und eine Kleinstadt im Norden von Spanien. Viele Auswanderer aus Galicien kommen aus dieser Stadt. Sie hat einen kleinen berühmten Strand namens Razo.

## Gemeindegliederung
Die Gemeinde Carballo ist in 18 Parroquias gegliedert:
| Parroquias  | Patrozinium          | Einwohner 2024 | Fläche km² | Dichte Einw./km² | Höhe msnm | Ortskennzahl |
| ----------- | -------------------- | -------------- | ---------- | ---------------- | --------- | ------------ |
| Aldemunde   | Santa María Madanela | 78             | 3,46       | 23               | 414       | 15019010000  |
| Ardaña      | Santa María          | 610            | 8,53       | 72               | 136       | 15019020000  |
| Artes       | San Xurxo            | 584            | 7,40       | 79               | 126       | 15019030000  |
| Berdillo    | San Lourenzo         | 999            | 6,80       | 147              | 182       | 15019040000  |
| Bértoa      | Santa María          | 1.563          | 15,46      | 101              | 127       | 15019050000  |
| Cances      | San Martiño          | 513            | 10,21      | 50               | 151       | 15019060000  |
| Carballo    | San Xoán             | 20.228         | 9,19       | 2.201            | 106       | 15019070000  |
| Entrecruces | San Xens             | 732            | 12,44      | 59               | 174       | 15019080000  |
| Goiáns      | Santo Estevo         | 415            | 7,74       | 54               | 146       | 15019090000  |
| Lema        | San Cristovo         | 434            | 13,27      | 33               | 24        | 15019100000  |
| Noicela     | Santa María          | 384            | 7,73       | 50               | 28        | 15019110000  |
| Oza         | San Breixo           | 563            | 9,60       | 59               | 212       | 15019120000  |
| Razo        | San Martiño          | 823            | 10,16      | 81               | 71        | 15019130000  |
| Rebordelos  | San Salvador         | 202            | 3,67       | 55               | 12        | 15019140000  |
| Rus         | Santa María          | 1.003          | 27,04      | 37               | 207       | 15019150000  |
| Sísamo      | Santiago             | 725            | 5,80       | 125              | 140       | 15019160000  |
| Sofán       | San Salvador         | 1.369          | 23,30      | 59               | 164       | 15019170000  |
| Vilela      | San Miguel           | 191            | 5,34       | 36               | 368       | 15019180000  |

## Wirtschaft
| Ackerbau, Viehzucht und Fischerei                                                  | 0350   | 02,74  |
| Industrie                                                                          | 02.373 | 018,60 |
| Bauwirtschaft                                                                      | 01,946 | 015,25 |
| Dienstleistungsbetriebe                                                            | 08,089 | 063,40 |
| Total                                                                              | 12,758 | 100,00 |
| * Daten aus dem Statistischen Amt für Wirtschaftliche Entwicklung in Galicien, IGE |        |        |

## Sehenswürdigkeiten

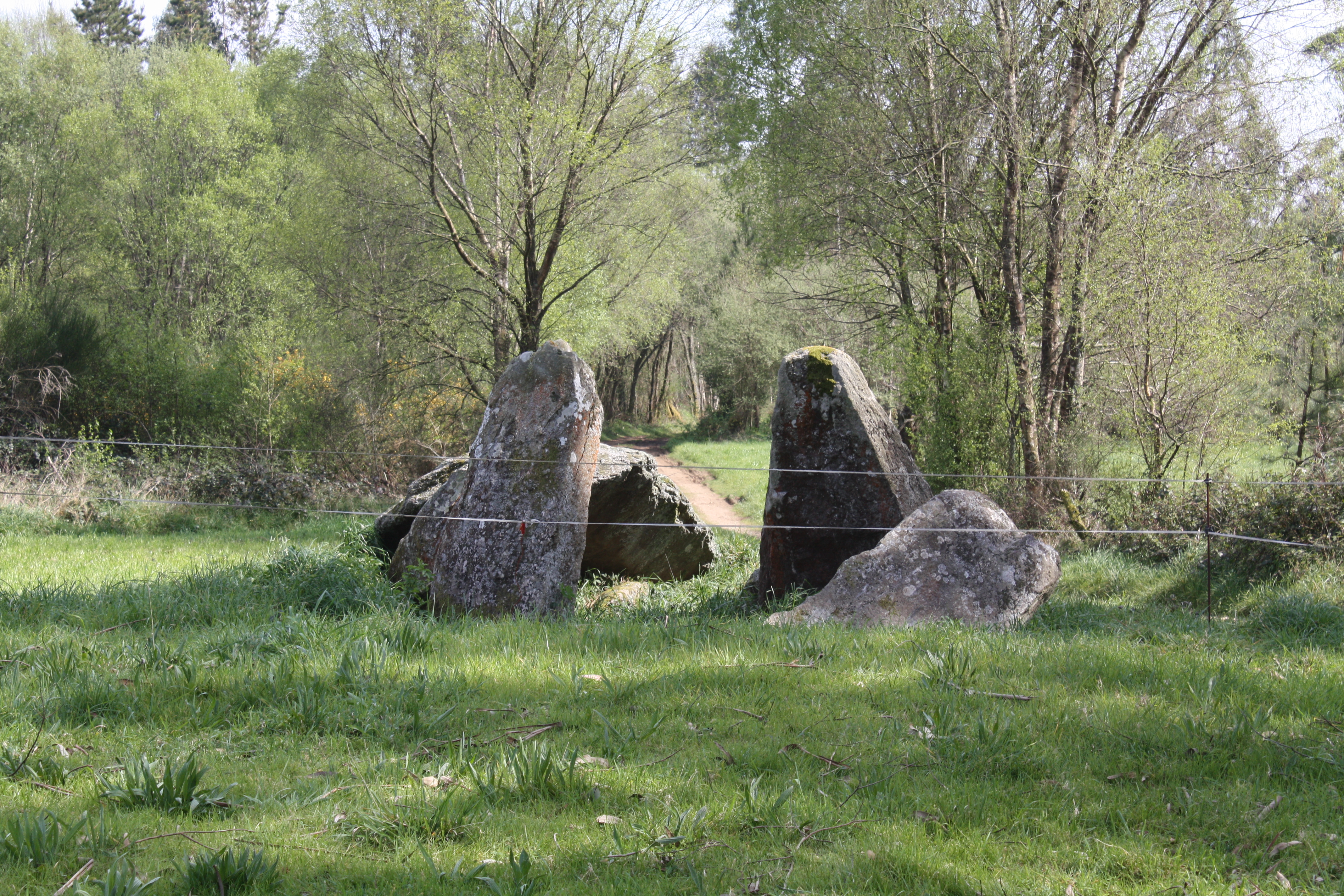
Dolmen von Pedra Moura (Carballo)

Der Dolmen von Pedra Moura ist eine Megalithanlage vom Typ Anta in Aldemunde, südöstlich von Carballo.

## Söhne und Töchter
- Carlos Manuel Escribano Subías (* 1964), römisch-katholischer Erzbischof von Saragossa